# Percé
Percé é uma pequena cidade perto da ponta da Península de Gaspé no Quebec, no Canadá.
Percé é membro da Associação de Vilas Mais Bonitas de Quebec, e é principalmente um local turístico muito bem conhecido graças às atrações Rochedo Percé e Bonaventure Island.
Além de Percé, o território da cidade também inclui as comunidades de Barachois, Belle-Anse, Bougainville, Bridgeville, Cap-d'Espoir, Cannes-de-Roches, Coin-du-Banc, L'Anse-à-Beaufils, Pointe-Saint-Pierre, Rameau, Saint-Georges-de-Malbaie, e Val-d'Espoir.
Percé é a sede do distrito judicial de Gaspé.

## História
A área estava dentro das terras tradicionais do povo Mi'kmaq, que chamou o lugar de Sigsôg ("rochas íngremes") e Pelseg ("lugar de pesca"). Em 1603, Samuel de Champlain visitou a área e nomeou a famosa rocha de Ilha Percée. Durante o século XVII o local foi usado primeiramente como um stop-over para os navios que viajam para Quebec.
Usado como um centro de pesca durante a era da Nova França, a colonização permanente começou no início do século XIX com a chegada do irlandeses, franceses canadenses, e os nativos de Jersey. Em 1801 a paróquia de Saint-Michel-de-Percé foi fundada. Percé tornou-se o local de pesca mais importante na Península de Gaspé depois de Charles Robin, nativo de Jersey, que começou seu estabelecimento de pesca. Os edifícios antigos da empresa de Charles Robin ainda podem ser lá vistos.
Em 1842 o município geográfico de Percé foi formado, e 3 anos depois, o lugar foi incorporado como um distrito municipal.
Em 1942 a Marinha Real canadense tomou a decisão de expandir a radiogoniometria e interceptar wireless a Cap D'Espoir para uma base de 24 horas, a fim de proporcionar mais rolamentos em U-boats alemães e interceptar o tráfego de rádio inimigo. O Departamento de Transportes colocou suas instalações à disposição da RCN. Em 21 de Maio de 1945, o Serviço Naval canadense aprovou o encerramento e alienação de Harbour Grace e estações de interceptação Cap D'Espoir.
Em 1971 Percé foi expandida e ganhou estatuto de cidade, quando se juntou com esses 5 municípios vizinhos (com ano de incorporação original):
- Município de Barachois (1953)
- Município de Bridgeville (1933)
- Município de Cap-d'Espoir (1935)
- Município de Saint-Pierre-de-la-Malbaie N°1 (1876)
- Município de Saint-Pierre-de-la-Malbaie N°2 (1876)

## Turismo

### Rochedo Percé

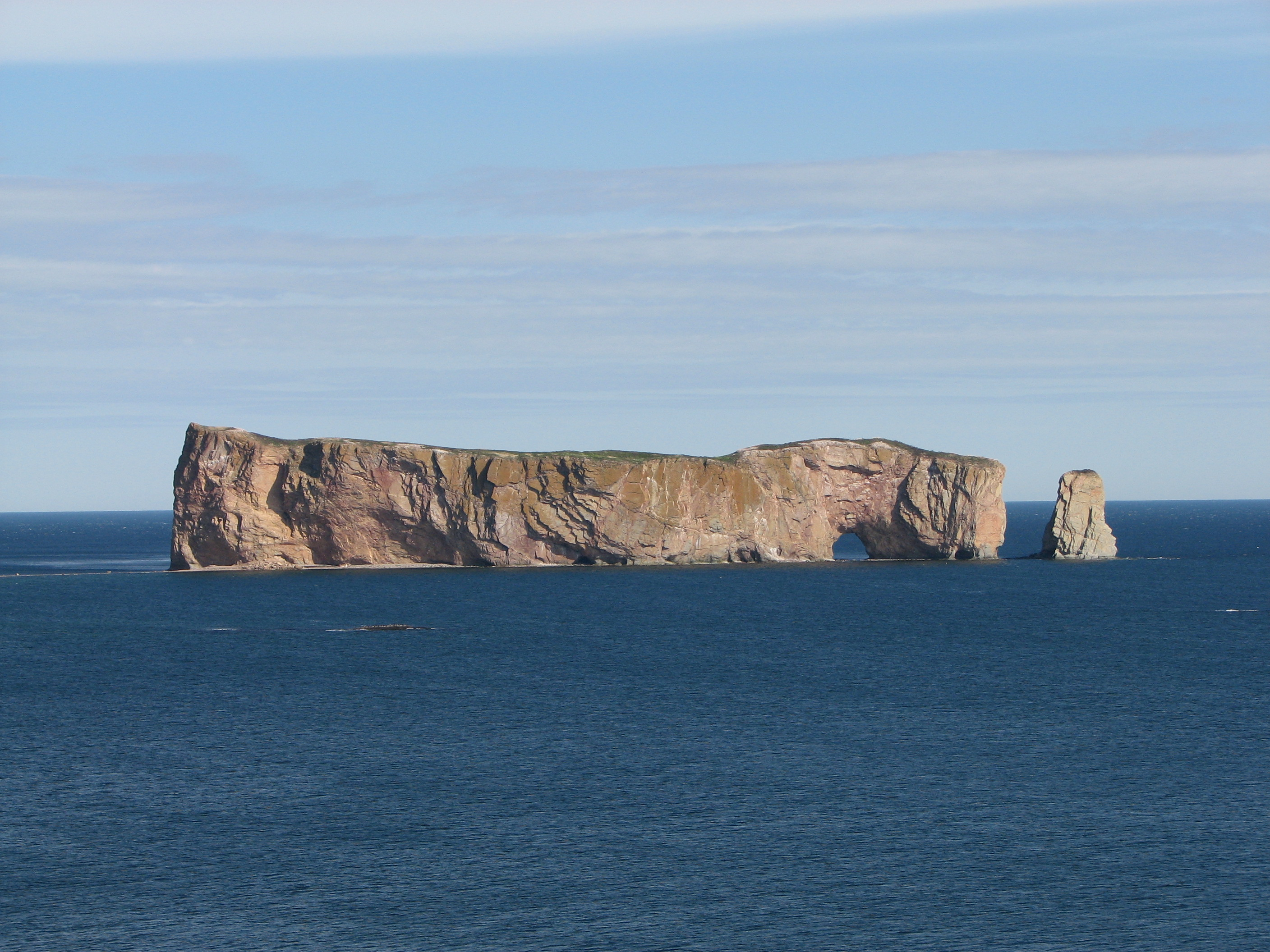
Rochedo Percé.

O Rochedo Percé (em francês rocher Percé) é um grande bloco de formação rochosa situada no Golfo de Saint Lawrence em Quebec, Canadá. A rocha vista de longe, assemelha-se e um grande navio afundando.
É um dos mais proeminentes arcos naturais do planeta. Considerado um cartão postal e símbolo da província de Quebec, é a maior atração turística da península.

### Bonaventure Island

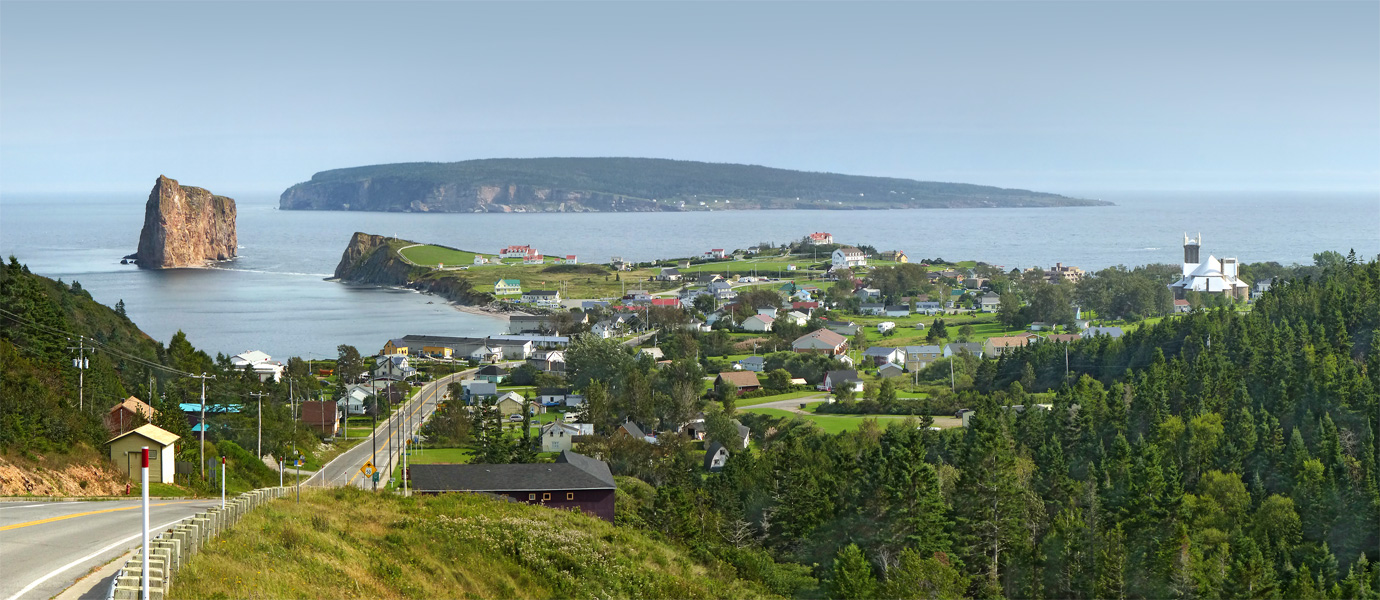
Percé com Rochedo Percé e Bonaventure Island no fundo.

Bonaventure Island (oficialmente em francês: île Bonaventure) é uma ilha canadense no Golfo de St. Lawrence localizado a 3,5 quilômetros (2,2 milhas) ao largo da costa sul da Península de Gaspé em Quebec, a 5 km (3,1 milhas) a sudeste da cidade de Percé. Semelhantemente a uma forma circular, que tem uma área medindo 4,16 quilômetros quadrados (1,61 sq mi).

## Acesso
Percé pode ser acessada através da rota 132, que vem a partir do norte ou do sul, e pelo Via Rail Montreal - trem de Gaspé que para na estação ferroviária Percé. Também pode ser acessado por ar, a partir do Aeroporto Du Rocher-Perce via aeronaves particulares ou de fretamento - não há serviço aéreo regular para este aeroporto.
Por trás da Igreja de São Miguel do magnífico de Percé, trilhas levam até mirantes panorâmicos que vão até o cume do Mont Saint-Anne de 348 metros (1.142 pés) e a Gruta de Maria Mãe com uma bela cachoeira. Outra colina alta, Mont-Blanc, oferece uma vista espetacular da região.
Nas águas costeiras, os visitantes podem observar várias espécies de mamíferos marinhos, como focas e baleias. A região é o lar de milhares de aves marinhas, que povoam as rochas do Parque Nacional de Bonaventure Island e do Rochedo Percé, de frente para cidade, a apenas 2 km da costa de Percé.